# كاهن-وعب
كاهن-وعب أي الطاهر أو النظيف هي أقل رتبة لكاهن مصري قديم، يقومون بأعمال النظافة في المعابد، ويتبع عدد منهم رئيسا يسمى كاهن إله. يختص كاهن الإله بإله معين أو بخدمة فرعون متوفى معين مثل " كاهن الإله ساحورع، ويساعده في عمله عدد من كهنة وعب.

## مهامه وأعماله
كان لكل كاهن-وعب رئيسا يدعى «كاهن إلإله...» ويقوم هو بمساعدته. فكانت وظيفة حمل القرابين ودق الموسيقى وحمل أدوات الطقوس الدينية إلى المحاريب والمصلات وموائد الأضحية، وتنظيف تلك المنشآت. كما كانوا يحملون القوارب القدسية إلى المعابد الجنائزية ومعابد كا (معابد الأنفس)، وكانوا يراعون أيضا النقاشين والرسامين.
كان على كاهن الوعب أن يكون نطيفا طاهرا - ويتضح ذلك من كلمة «وعب» بالهيروغليفية التي تمثل رجلا جالسا وفوقه قدرة ماء يغتسل به. ويجب أن يكون حالقا جسده من الرأس إلى قدميه يوميا، وتغسل نفسه مرتين يوميا وأثناء الليل.
وكان كاهن الوعب مطاهرا نظيفا وملابسه نظيفة، ولا تكون ملابسه من جلد أو فراء حيوان. وكانوا لا يأكلون لحم الخنزير ولا الأسماك.

## الرتب
| A6 |

| A6 |

| A6 | M23 · t |

| A6 | M23 · t |

| m&r | A6 | A6 | A6 |

| m&r | A6 | A6 | A6 |

ملحوظة: وعبو هو جمع كلمة «وعب»، ويعبر عن الجمع في قواعد الكتابة الهيروغليفية بكتابة الشيء ثلاثة مرات. فأمير الكهنة هو رئيس لمجموعة من الكهنة وليس رئيسا لثلاثة منهم فقط.

تشمل رتبة كاهن-وعب عدة درجات: أعلى درجة فيهم هي درجة «وعب نسو»، معناها «كاهن وعب الملك»، وهو يرأس «أمير وعبو» الذي يرأس هو الآخر عدد من كهنة وعب (استخدم المصري القديم كلمة «أمير» بمعنى رئيس أو ناظر).
وجدت رتبة كاهن-وعب في أثار الدولة القديمة والدولة الحديثة، وكان منهم أيضا من النساء. وتدل المخطوطات من تلك الدولتين أن أجر النساء كان مساويا لأجر الرجال.
أول كاهن-وعب عـُثر على اسمه كان يدعى «نفر ستيخ» في عهد الملك بر إيب سن من الأسرة الثانية وكان برتبة «وعب نسو». كما عثر علماء الآثار على اسم كاهن آخر يدعى «شيري» من بداية الأسرة الرابعة، وكان يعمل رئيسا لكهنة-وعب الراعين لمقبرتي «بر إيب سن» وسندي (فرعون) .

## اقرأ أيضا
- كاهن إله
- وظائف مصر القديمة
- حامل أختام الملك
- عمدة طيبة
- أمير شونة أمون
- مقبرة TT81